# Casa Nera
La Casa Nera (in ucraino Чорна кам'яниця?, Čorna kam"janycja; in russo Чёрный дом?, Čërnyj dom) è un edificio monumentale in piazza del Mercato a Leopoli in Ucraina che risale al XVI secolo.

## Storia

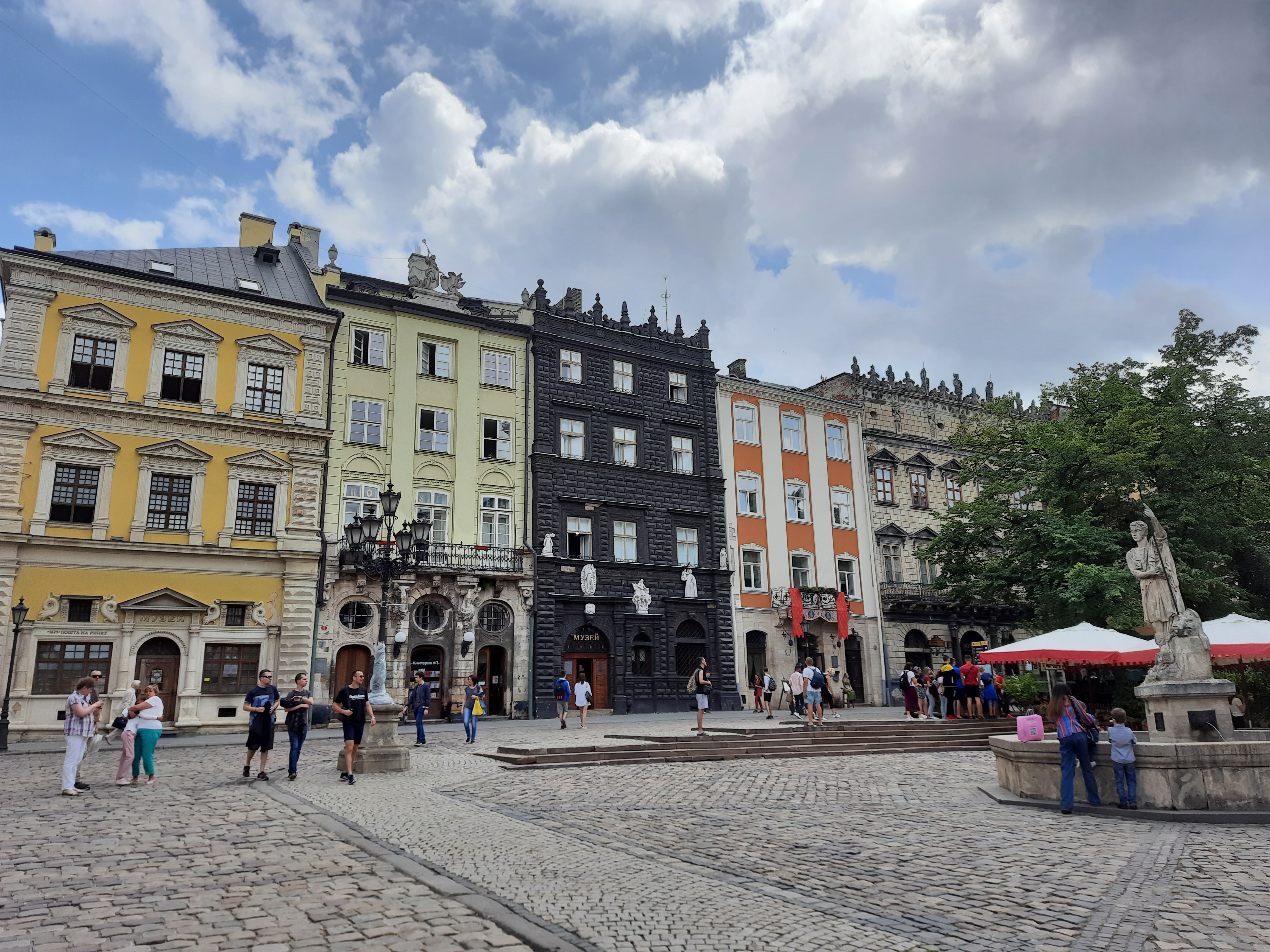
Il palazzo e la piazza con una delle quattro fontane

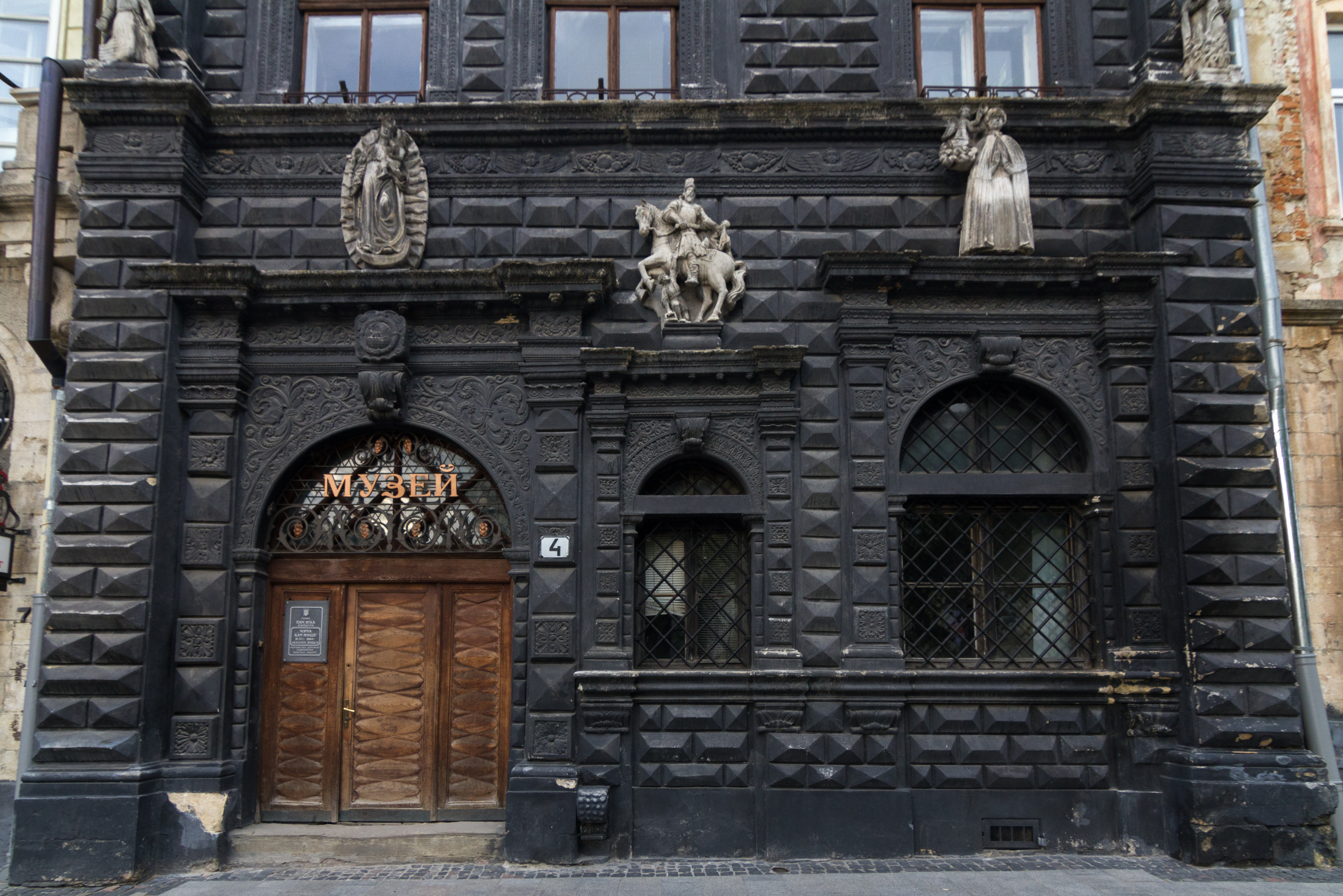
Piano terreno con ingresso al museo

L'edificio sembra essere stato costruito per l'esattore delle tasse italiano Tomaso Alberti nel 1577 su progetto di Piotr Krasowski. La casa passò di proprietà nel 1596 e al piano terra venne aperta una delle prime farmacie della città. Nel 1884 il palazzo venne elevato di un piano e dal 1926 vi sono ospitate esposizioni del Museo storico di Leopoli.

## Descrizione
La caratteristica principale del palazzo è la sua facciata è rivestita di arenaria che negli anni è diventata bruno nerastra e che per il suo bugnato potrebbe ricordare il Palazzo dei Diamanti di Ferrara.